# Teresa de Begís
Teresa de Begís (auch nur: Teresa) ist eine Gemeinde (Municipio) mit 231 Einwohnern (Stand: 2024) in der Provinz Castellón in der spanischen autonomomen Region Valencia. 

## Geographie
Teresa de Begís liegt etwa 58 Kilometer westsüdwestlich der Provinzhauptstadt Castellón de la Plana und etwa 60 Kilometer nordnordwestlich von Valencia im Bezirk Alto Palancia in einer Höhe von ca. 635 m am Río Palancia. 

## Sehenswürdigkeiten

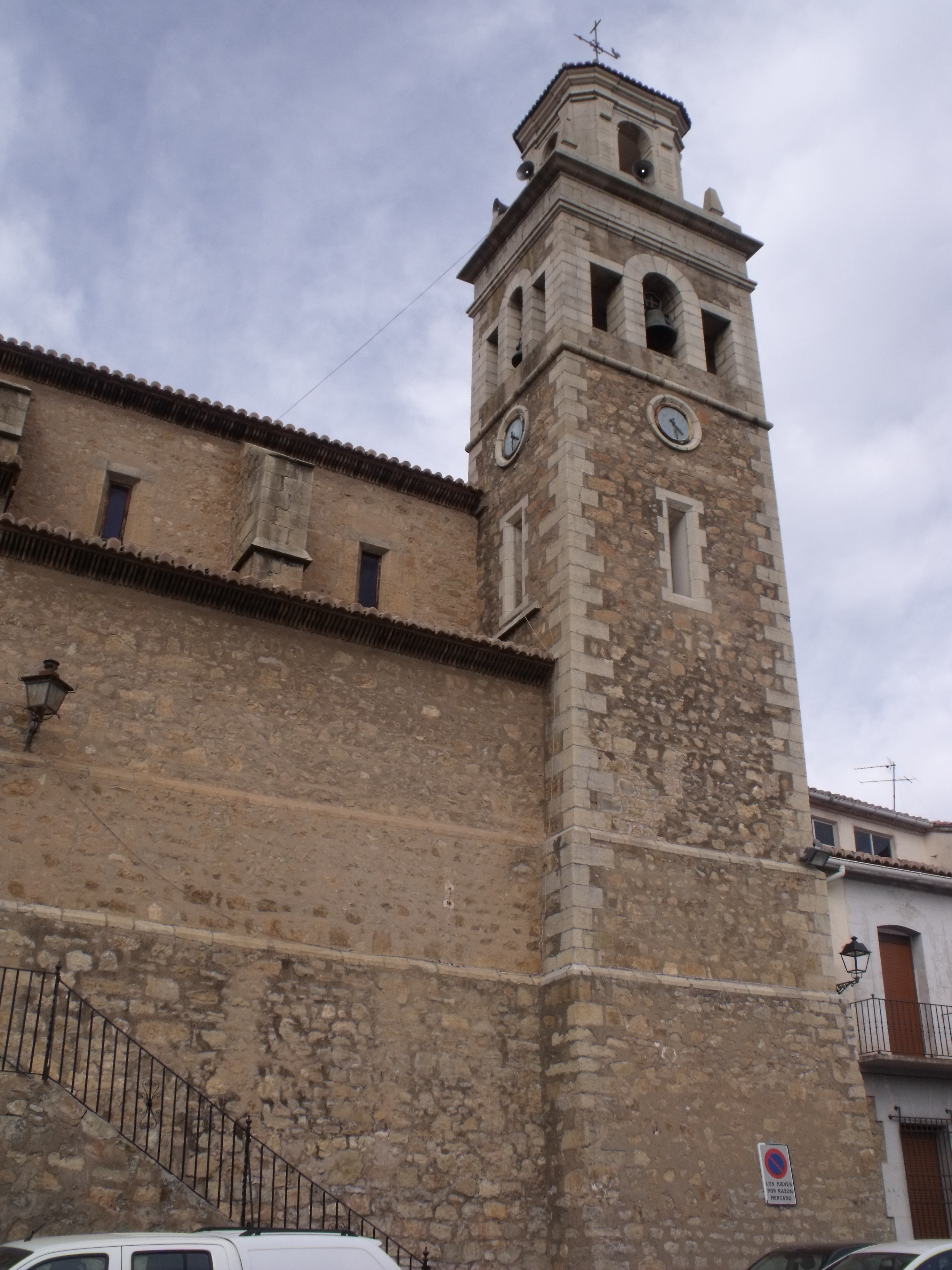
Marienkirche
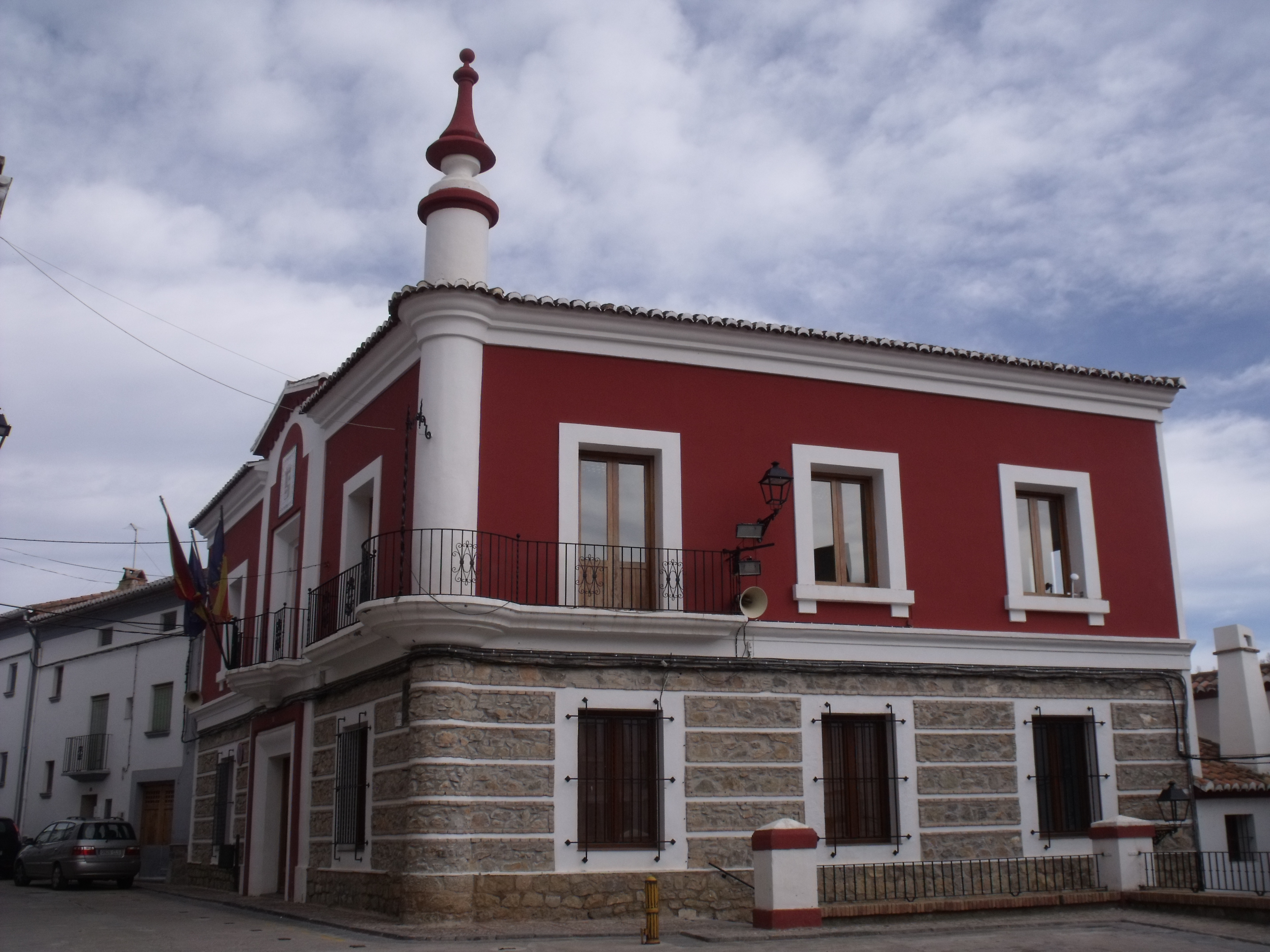
Rathaus

- Marienkirche
- Rathaus